# Bremen (album)
Bremen – trzeci album studyjny japońskiego piosenkarza Kenshiego Yonezu, wydany w Japonii 7 października 2015 roku, pierwszy wydany przez Universal Sigma. Ukazał się w trzech wersjach: regularnej i dwóch limitowanych (Gashū-ban (jap. 画集盤) i Eizō-ban (jap. 映像盤)). Osiągnął 1 pozycję w rankingu Oricon i pozostał na liście przez 249 tygodni. Sprzedał się w nakładzie 180 886 egzemplarzy i zdobył status złotej płyty.

## Lista utworów
| CD  | CD                                                         | CD      |
| Nr  | Tytuł utworu                                               | Długość |
| --- | ---------------------------------------------------------- | ------- |
| 1.  | „Unbelievers” (jap. アンビリーバーズ Anbirībāzu)           | 4:42    |
| 2.  | „Fluorite” (jap. フローライト Furōraito)                   | 4:42    |
| 3.  | „Sai jōei” (jap. 再上映)                                   | 3:32    |
| 4.  | „Flowerwall”                                               | 4:58    |
| 5.  | „Atashi wa yūrei” (jap. あたしはゆうれい)                  | 4:03    |
| 6.  | „Will O’ Wisp” (jap. ウィルオウィスプ U~iruō~isupu)        | 5:07    |
| 7.  | „Undercover”                                               | 3:58    |
| 8.  | „Neon Sign”                                                | 4:06    |
| 9.  | „Metronome” (jap. メトロノーム Metoronōmu)                 | 4:19    |
| 10. | „Ame no gairo ni yakōchū” (jap. 雨の街路に夜光蟲)          | 3:49    |
| 11. | „Cinderella Gray” (jap. シンデレラグレイ Shinderera Gurei) | 4:11    |
| 12. | „Mirage Song” (jap. ミラージュソング Mirāju Songu)         | 4:53    |
| 13. | „Hopeland” (jap. ホープランド Hōpurando)                   | 5:01    |
| 14. | „Blue Jasmine”                                             | 4:39    |

## Notowania
| Lista                            | Pozycja |
| -------------------------------- | ------- |
| Oricon Weekly Album Chart        | 1       |
| Oricon Yearly Album Chart (2015) | 51      |
| Billboard Japan Hot Albums       | 1       |